# Матакевич, Антони Миколай
Антони Миколай Матакевич (пол. Antoni Mikołaj Matakiewicz; 5 декабря 1784, Ланьцут — 29 декабря 1844, Краков, Австрийская империя) — польский учёный, юрист, педагог, профессор, ректор Ягеллонского университета. Президент Краковского научного общества (1837—1839).

## Биография
Родился в семье почмейстера. В 1803 году с отличием окончил гимназию в Жешуве. Затем до 1808 изучал право и философию в краковском университете. Работал в судебных инстанциях.
В 1816 году стал доктором обоих прав Ягеллонского университета. До конца жизни был связан с краковским университетом, где он читал лекции по уголовному праву и гражданскому судопроизводству. Был деканом юридического факультета, а в 1837—1839 годах — ректором Ягеллонского университета.

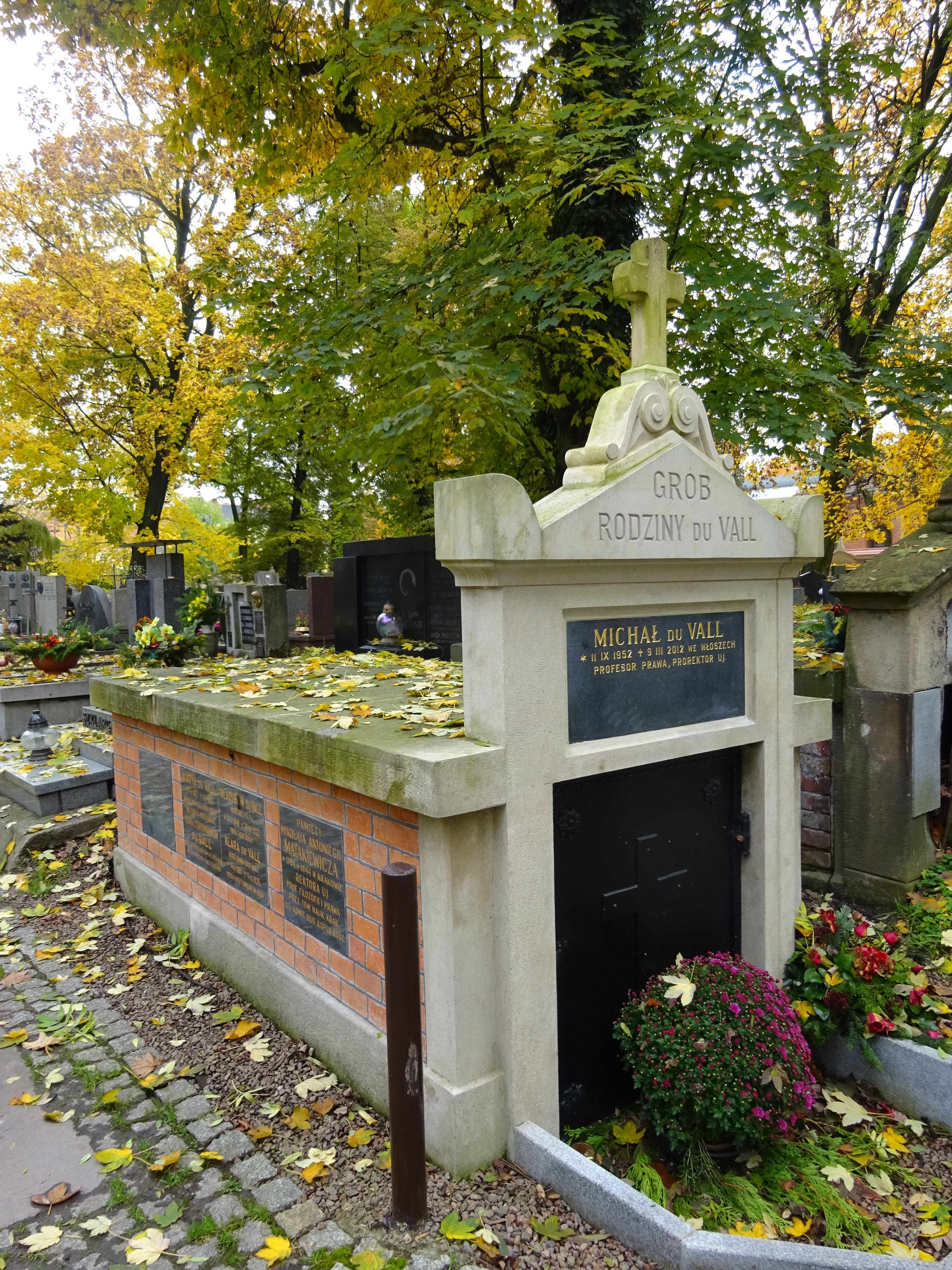
Могила Антони Миколая Матакевича на Раковицком кладбище в Кракове

В 1816—1818 годах — секретарь Оргкомитета по подготовке политико-правовых основ и конституции Вольного города Кракова. За заслуги в этой области в 1819 году был награждён российским императором Александром I и орденом Святого Станислав IV степени, в следующем году император Франц II пожаловал ему с со своими инициалами.
В 1824 и 1843 годах Матакевич был членом парламента Вольного города Кракова.
Член многих научных обществ и общественных организаций, в том числе, Комитета по строительству кургана Тадеушу Костюшко (с 1821) и Королевской ассоциации исследователей древностей в Копенгагене .
Похоронен на Раковицком кладбище в Кракове.
Его племянником был М. Матакевич, учёный, инженер-гидротехник, доктор наук, ректор Львовской Высшей политехнической школы в 1919—1920 годах (ныне Национальный университет «Львовская политехника»).